# The Hudsucker Proxy
The Hudsucker Proxy (dansk titel: Det store spring) er en amerikansk screwball comedyfilm fra 1994 instrueret og produceret af Joel og Ethan Coen, der også har skrevet filmen sammen med instruktørvennen Sam Raimi. Filmen var en stor fiasko i biograferne og fik en blandet modtagelse af kritikerne.

## Medvirkende
- Tim Robbins
- Jennifer Jason Leigh
- Paul Newman
- Jim True-Frost
- Bill Cobbs
- Bruce Campbell
- John Mahoney
- Charles Durning
- Patrick Cranshaw
- Anna Nicole Smith
- Steve Buscemi
- Sam Raimi
- Jon Polito
- John Goodman

## Ekstern henvisning
- The Hudsucker Proxy på Internet Movie Database (engelsk)
- The Hudsucker Proxy på Filmdatabasen
- The Hudsucker Proxy på Scope
- The Hudsucker Proxy i Svensk Filmdatabas (svensk)
- The Hudsucker Proxy på AlloCiné (fransk)
- The Hudsucker Proxy på MovieMeter (nederlandsk)
- The Hudsucker Proxy på AllMovie (engelsk)
- The Hudsucker Proxy hos American Film Institute (engelsk)
- The Hudsucker Proxys profil hos Encyclopædia Britannica Online (engelsk)
- The Hudsucker Proxy på Turner Classic Movies (engelsk)